# Густавссон, Филип
Ларс Филип Дельмер Густавссон (швед. Lars Filip Dellmer Gustavsson; род. 7 июня 1998, Шеллефтео, Вестерботтен) — шведский хоккеист, вратарь клуба НХЛ «Миннесота Уайлд». Игрок сборной Швеции.

## Биография
Родился в Шеллефтео в 1998 году. Воспитанник клуба «Шеллефтео», позже перешёл в систему хоккейного клуба «Лулео». За этот клуб дебютировал в Шведской хоккейной лиге в 2014 году. Провёл в составе клуба 4 сезона. В 2018 году в конце сезона выступал за канадскую команду «Бельвилль Сенаторз». В сезоне 2018/19 в системе хоккейного клуба «Оттава Сенаторз», выступает за «Бельвилль» в Американской хоккейной лиге.
15 октября 2024 года, выступая за «Миннесоту Уайлд», забил шайбу прямым броском в пустые ворота «Сент-Луис Блюз». До конца матча оставалось 9 секунд, это один из самых поздних голов вратарей в истории НХЛ.
Выступал на молодёжном и юниорском уровнях за шведскую сборную. В 2018 году сыграл первый матч за сборную Швеции на Европейском хоккейном туре. Был в заявке сборной на чемпионате мира 2018 года, завоевал вместе со сборной золотые медали, хотя не сыграл ни одной минуты. В 2024 году стал бронзовым призёром чемпионата мира.